# Geniadophora extranea
Geniadophora extranea är en fjärilsart som beskrevs av Walsingham 1892. Geniadophora extranea ingår i släktet Geniadophora och familjen stävmalar. Inga underarter finns listade i Catalogue of Life.